# Vlag van Tirol
De vlag van Tirol bestaat uit twee horizontale banden, in de kleuren wit (boven) en rood. De Landesdienstflagge is dezelfde vlag, maar dan met het wapen van de deelstaat in het midden. De kleuren wit en rood zijn afkomstig van het wapen van de deelstaat, dat bestaat uit een rode adelaar op een witte achtergrond. De vlag werd omstreeks 25 november 1945 in gebruik genomen.
De civiele vlag van Tirol is gelijk aan de civiele vlag van Opper-Oostenrijk.

Vlag van Tirol
Landesdienstflagge van Tirol

De kleuren en de volgorde daarvan komen overeen met de vlag van Polen en de (zelden gebruikte) Vlag van Bohemen.